# Spiraltunnel Drammen
Der Spiraltunnel Drammen (norwegisch: Spiralen) ist ein wendelförmiger, in einen Berg getriebener Tunnel auf den Hügel Bragernesåsen in der norwegischen Stadt  Drammen. In sechs Kehren (Schneckenwindungen) führt er auf einer Länge von 1650 m vom Portal auf 50 m Seehöhe bis zum oberen Ausgang auf 213 m Seehöhe. Er wurde 1961 zur Feier des 150. Jahrestags des Stadtstatus von Drammen von König Olav V. eröffnet.
Der Spiraltunnel mit dem weltweit größten Drehwinkel erfüllt keine besondere Verkehrsaufgabe, sondern ist vor allem eine lokale Sehenswürdigkeit.

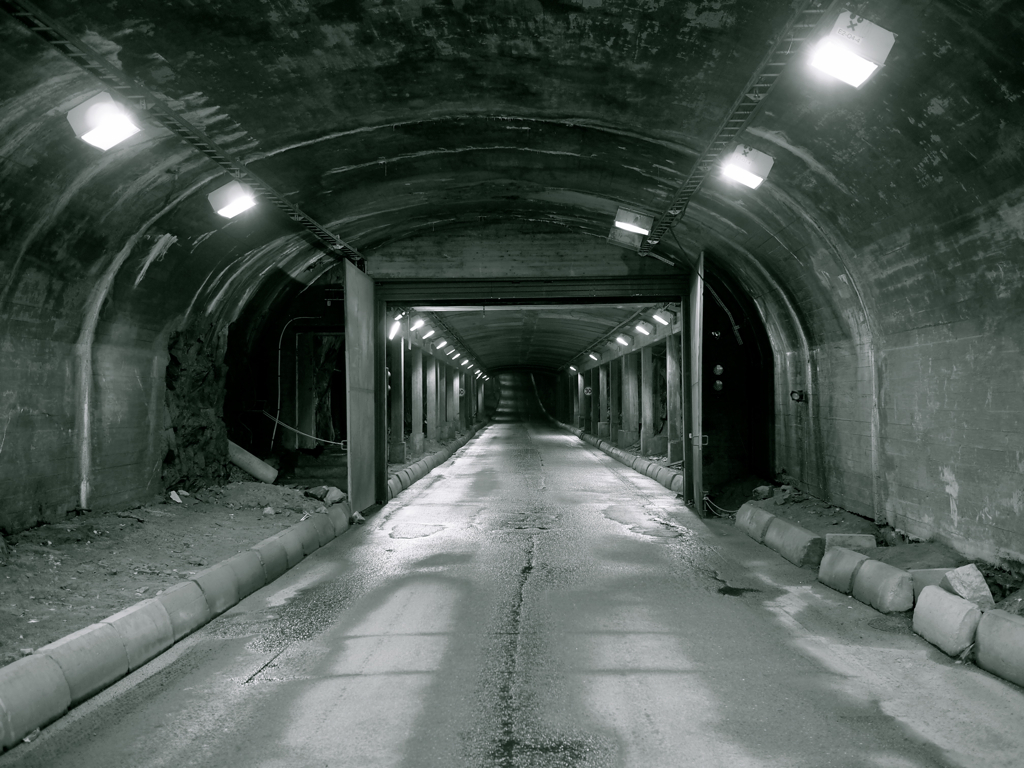
Im Tunnel
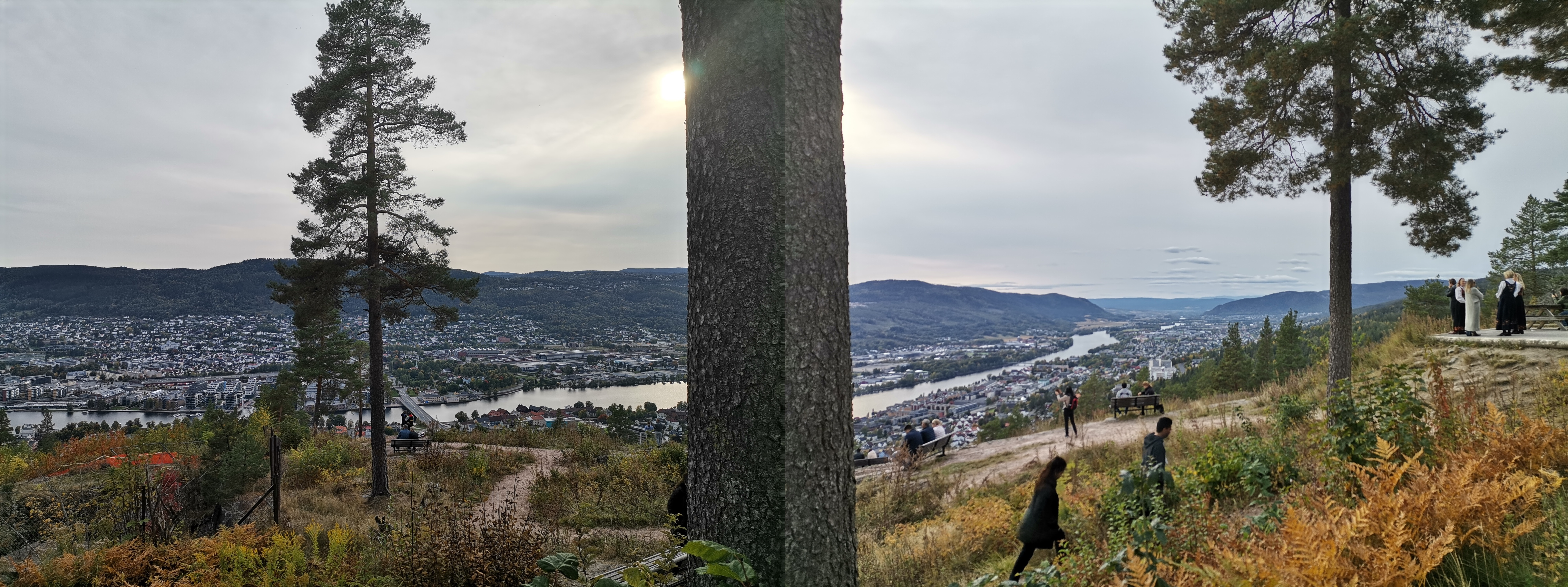
Aussicht vom Spiraltoppen
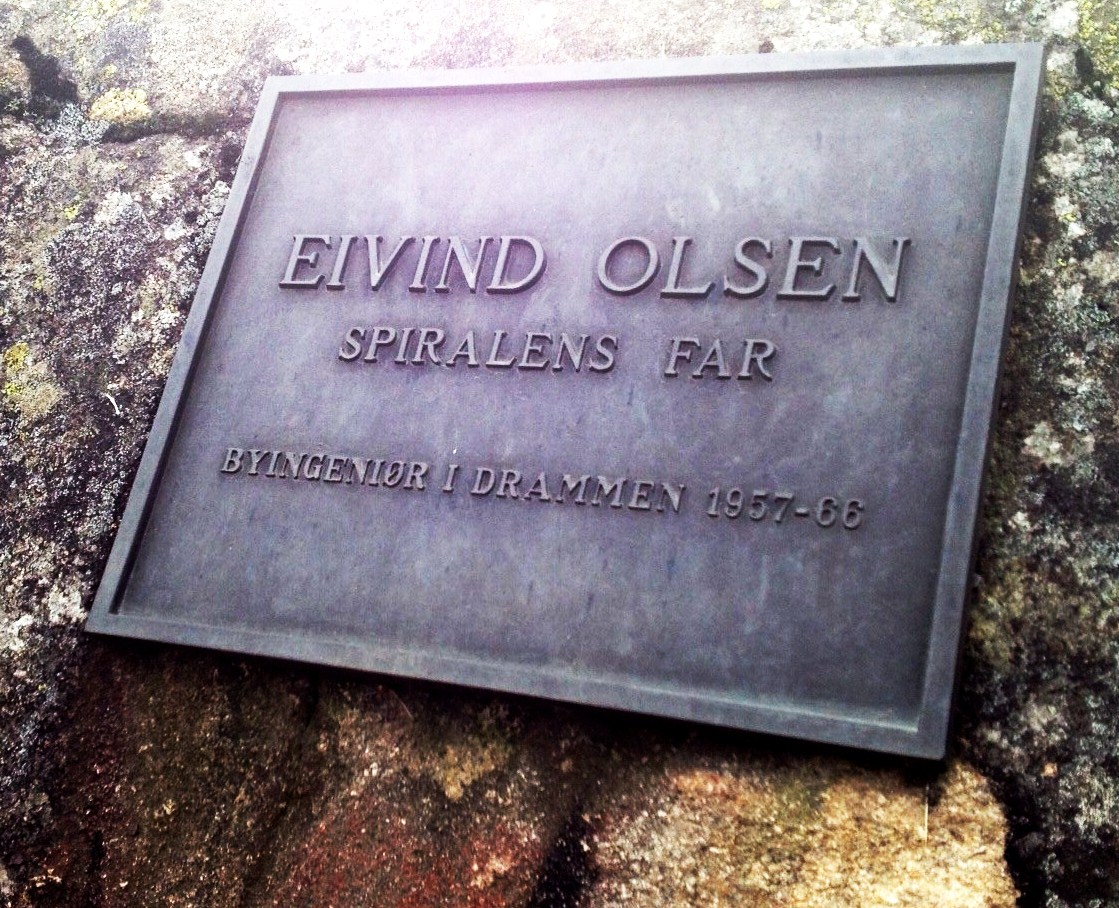
Eivind Olsen "Vater des Spiraltunnels – Stadtbauingenieur in Drammen 1957–66"
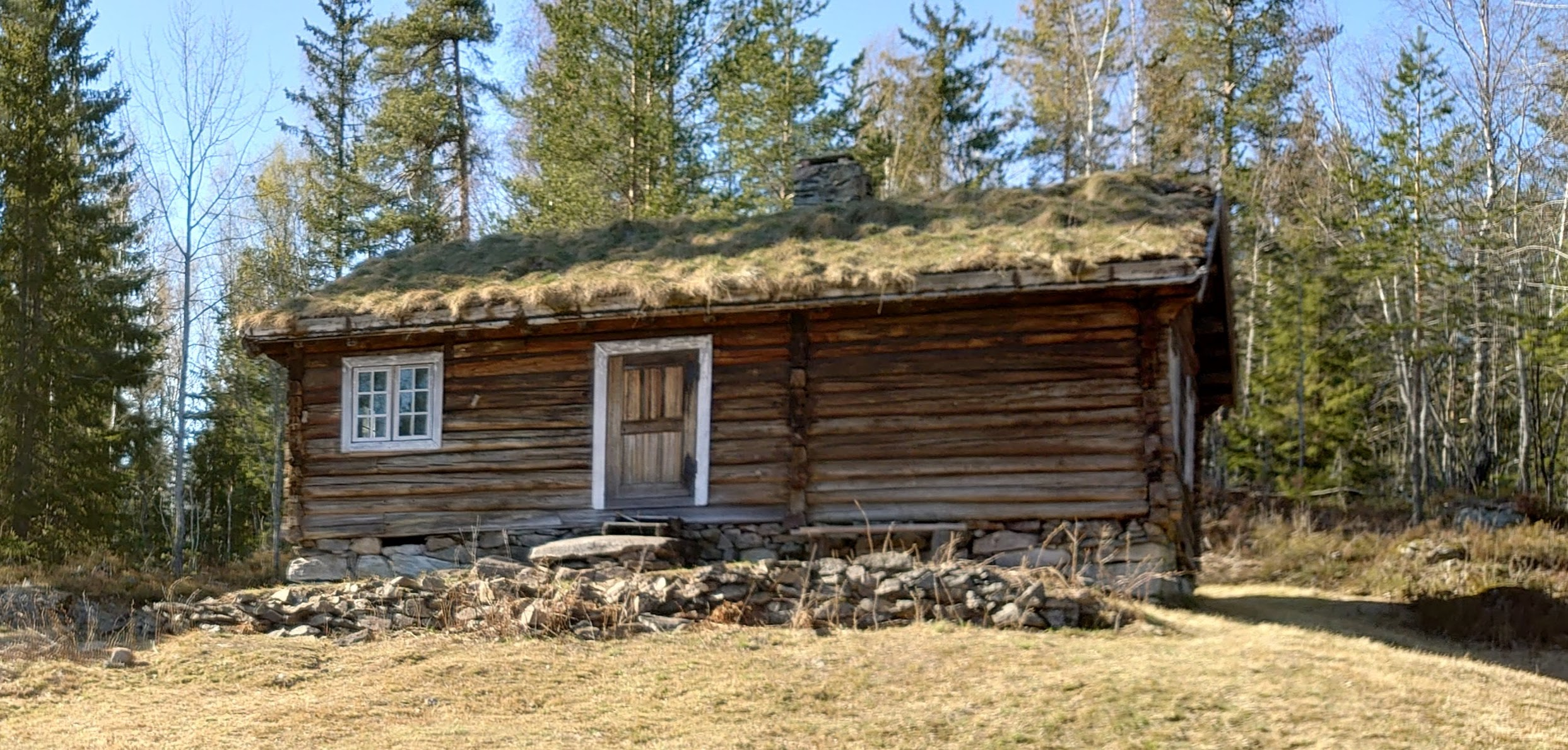
Ein Haus vom Freilichtmuseum
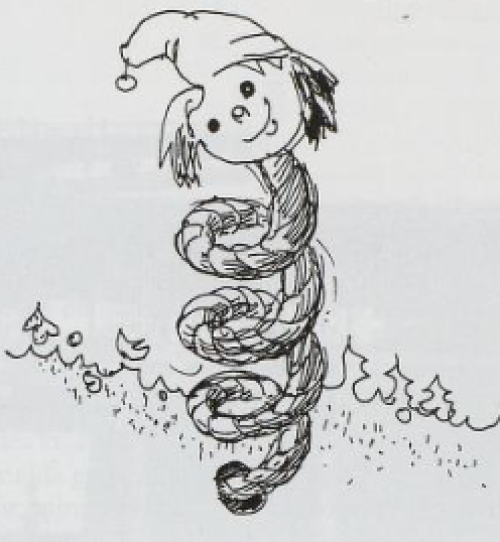
Ehemaliges Logo des Spiraltunnels

## Entstehung
Der Tunnel wurde in den 1950er Jahren in erster Linie als Steinbruch zur geländeschonenden Gewinnung von Baumaterial gebaut. Damals baute Drammen zwei neue Straßen: die Rosenkrantzgata und die Bjørnstjerne Bjørnsons Gate. Hierfür benötigte man große Mengen an Gesteinsmaterial. Stadtingenieur Eivind Olsen hatte die Idee, den städtischen Steinbruch zu einer Attraktion umzuwandeln, indem er den Spiraltunnel nach innen in den Fels sprengte und damit eine direkte Straßenverbindung auf den Bragernesåsen schaffte.

## Lage
Der Eingang zum Spiralen befindet sich im Stadtteil Bragernes hinter dem Krankenhaus der Stadt Drammen. Oben auf dem Bragernesåsen befindet sich ein Plateau mit dem Freilichtmuseum Spiraltoppen sowie ein Restaurant mit Sitzgelegenheiten im Freien und Blick über die Stadt und auf das Drammensdalen.

## Trivia
- 2016 wurde der Spiralen von CNN zu einem der 10 großartigsten Tunnel der Welt gekürt.[2]
- Der Spiralen und der Bragernestunnelen (ein Straßentunnel des Fylkevei 283 auf dem Stadtgebiet Drammen) überschneiden sich im Berg, ohne jedoch eine Verbindung zu haben.[3]